# KTM 640 LS-E Military
Die KTM 640 LS-E Military ist ein Motorrad der Bundeswehr und wird von der österreichischen KTM AG hergestellt. Im Gegensatz zur KTM 400 LS-E Military wird das Krad ausschließlich vom Kommando Spezialkräfte (KSK) verwendet.

## Technik
Die Enduro wird von einem 1-Zylinder-Viertakt KTM LC-4-Motor mit 625 cm³ und 49 PS angetrieben.

## Verwendung
Das Motorrad wird innerhalb der Bundeswehr beim KSK verwendet. Im Jahr 2013 belief sich der Bestand auf über 20 Stück. Im Januar 2024 steht etwa die Hälfte des Bestands der KTM 640 LS-E Military sowie weitere KTM 400 LS-E Military des KSK über die VEBEG zum Verkauf.